# Papyrusbusktörnskata
Papyrusbusktörnskata (Laniarius mufumbiri) är en fågel i familjen busktörnskator inom ordningen tättingar.

## Utbredning och systematik
Fågeln förekommer i papyrusträsk från Demokratiska republiken Kongo till Uganda, Kenya och Tanzania. Den behandlas som monotypisk, det vill säga att den inte delas in i några underarter.

## Status
IUCN kategoriserar arten som nära hotad.

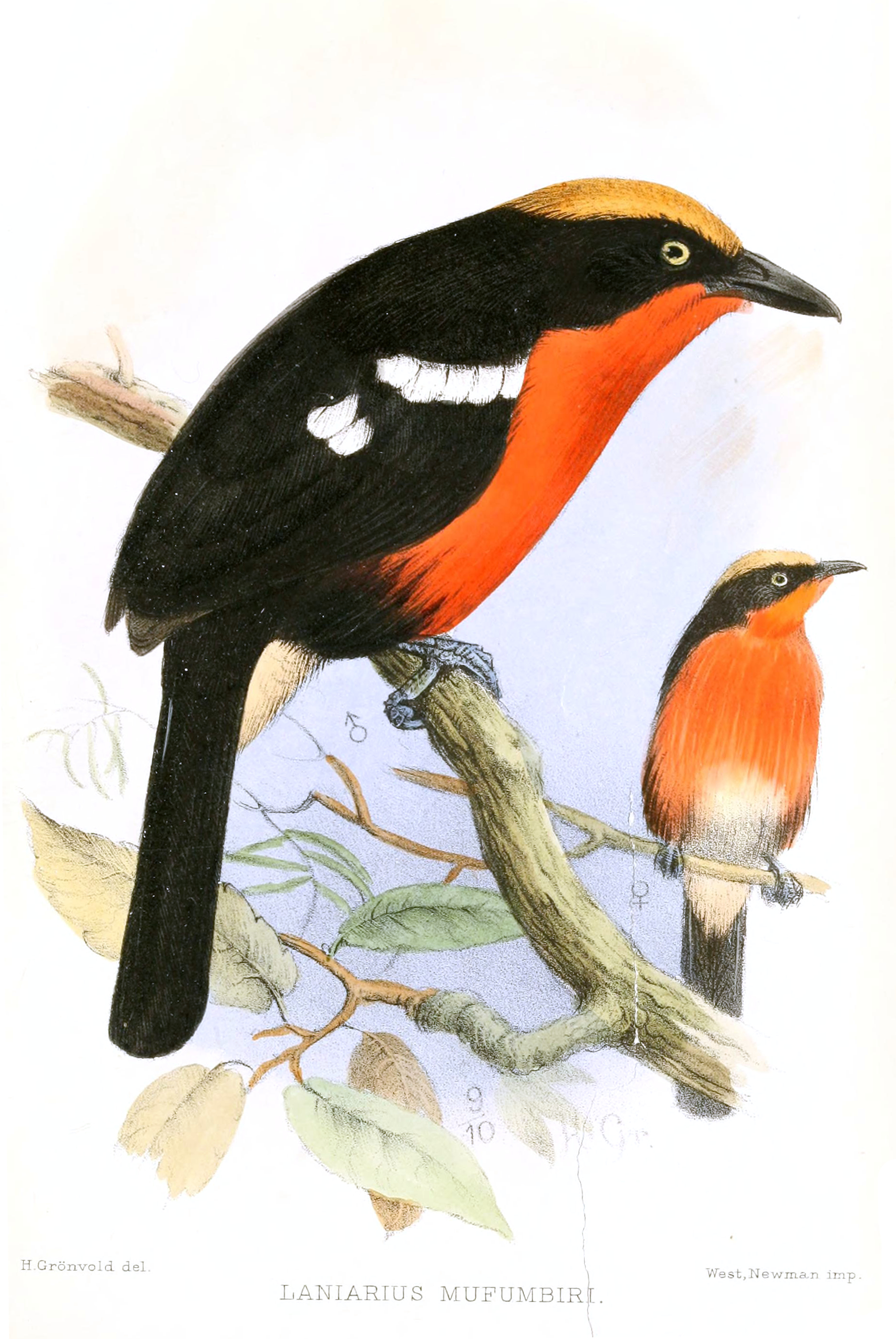